# JR新宿ミライナタワー
JR新宿ミライナタワー（ジェイアールしんじゅくミライナタワー、英語: JR SHINJUKU MIRAINA TOWER）は、東京都新宿区新宿四丁目と渋谷区千駄ヶ谷五丁目の両敷地に跨る、新宿駅の旧・新南口駅舎の跡地および線路上の人工地盤に建設された複合施設。オフィス・商業施設・文化・情報発信施設等で構成される。

## 概要
一日あたりの乗降約340万人を有する日本最大のターミナル駅である新宿駅周辺では、1980年代後半から高速バス網が急速に発達し、駅周辺を起点とする路線が多く開設されるようになった。しかしながら、その乗降場は運行会社ごと、西口、南口に分散し、乗り換え利便性には課題があった。また国道20号（甲州街道）が通る新宿跨線橋については、歩道の混雑が顕著であり、車道についても一時停止車両やタクシーなどの停車により、車両混雑も激しいものとなっていた。これらの課題を解決すべく国土交通省が事業主体となって「新宿交通結節点整備事業」が進められることになり、駅周辺に散在していたバスターミナルを集約するとともに、タクシー乗降場を設けることで甲州街道上での駐停車を抑制し、人工地盤上に歩行空間を設置することになった。この工事にあって、旧・新南口駅舎として使用していた敷地は交通ターミナルへの車路として使用することになり、駅舎の撤去が必要となった。この敷地はJR東日本にとしても新宿エリアにおける貴重な土地であったことから、車路の上下を利用する形での有効利用を検討した結果、主用途として賃貸オフィス、低層部に商業施設を配したタワー状の建物を建設し、新宿エリアへの新たな魅力づけ、という観点から人工地盤上部を活用の上で、文化交流施設を併設することを決定する。
2016年3月竣工の建物は、国道20号南側の線路上空に国交省が事業主体となり整備したバスタ新宿（新宿南口交通ターミナル）に隣接し、高さ約170m、地上32階（中2階を含むため建築基準法上は33階）、地下2階で構成される。また線路上空の2階は駅施設と店舗、広場等からなり、3、4階がバスタ新宿となっている。このバスタ新宿上部の5～7階が文化交流施設となり、高層棟と併せて「JR新宿ミライナタワー」と称している。これら施設整備と並行し駅東側および西側に通路を新設し、甲州街道側から南側へのアクセス性、回遊性の向上を図り、南側に隣接するタカシマヤタイムズスクエア（髙島屋新宿店）ともデッキ接続も行い、駅と周辺地域の歩行者動線も新しく整備された。
新宿駅では2020年7月19日に、整備が進められてきた東西自由通路の運用が始まったほか、新宿駅一帯は2040年代の完成を目指した「新宿グランドターミナル」構想と呼ばれる大規模再開発が計画され、駅の施設も今回の自由通路を皮切りにリニューアルされる。

### 名称
地域の新たなランドマーク、シンボルとなり、まちづくりに対し、「未来な新宿」、「未来への出発点」となる願いを込め、「JR新宿ミライナタワー」と名付けられた。

### 環境性能・BCP
設計段階で「CASBEE」の段階評価最高のSランクを取得。当初設計では、全層鋼材ダンパーを使用することとしていたが、東日本大震災を受け、中層から高層にかけてオイルダンパーに変更することで、地震時の揺れを効率的に吸収することにした。また非常用発電機2000kVAを1基設置しており、送電停止時には最大72時間の電源供給が可能となっている。

### 外装
360°のパノラマで都心を眺められる恵まれた眺望を生かすことと、新たなランドマークにふさわしい洗練性と先端性を持つ景観を造るため透明感のあるガラスファサードを基本とした。外装のLow-E複層ガラスは床上45cm上をダブルスキンカーテンウォールとし、眺望と日射熱負荷軽減を両立している。

## 主要施設

### NEWoMan新宿
ビル部1～4階（M2階含み5フロア）とクリニックフロアの一部、駅部2階（エキナカ、エキソト）および線路上空文化交流施設の一部に展開する商業施設。「女性が輝き続けることができる経験と価値を提供する」をコンセプトにし、新宿で3つの駅ビル（ルミネ1、2、ルミネエスト）を運営するルミネがトータルプロデュースすることで、新たな価値の提案を目指している。

### 文化交流施設
線路上空5階の文化創造空間は、施設のエントランスホールとオフィスロビーとの間に水盤の中庭を設け静寂な雰囲気を醸し出し、イベントホール「LUMINE 0（ルミネ ゼロ）」、同じく5階には保育園（キッズハーモニー・NEWoMan）、6階には屋外広場、7階には屋外菜園（ソラドファームNEWoMan） を展開する。LUMINE 0はイベントだけではなく、企業・団体向けの貸しスペースとしての運営も行う。

### オフィス
ビル部のオフィスは、奥行き約16m、基準階面積約630坪（コア内等を除く）で、東西方向約50mの整形・無柱空間となっており、基準天井高は3.0mを確保している。満室稼働時には6000名以上のオフィスワーカーを有するビルとなり、運営はJR東日本ビルディングが行っている。
- 5階 - オフィスロビー
- 8階 - ケアリッツ・アンド・パートナーズ本社、SMBC日興証券新宿支店
- 9階 - 三菱UFJモルガン・スタンレー証券新宿支店
- 10階 - メディカル・コンシェルジュ新宿本店、ジオコード本社
- 11階 - 東京スター銀行新宿支店ファイナンシャル・ラウンジ、テンポイノベーション本社、ソリトンシステムズJR新宿ミライナタワーオフィス
- 12階 - マーキュリースタッフィング本社
- 13階 - フォルシア本社、伊予銀行新宿支店
- 14階 - ドコモ・サポート
- 24 - 27階 - マイナビ新宿オフィス
- 28階 - 辻・本郷 税理士法人新宿ミライナタワー事務所
- 29 - 32階 - セイコーエプソン本店、エプソン販売本社

### Suicaのペンギン広場
線路上空の2階に整備された新駅舎南側に設けられた約2000平方メートルの広場。来訪者が線路上空より行き交う列車を眺めながら憩い、集える空間づくりを行った。イベント等も定期的に開催していく。

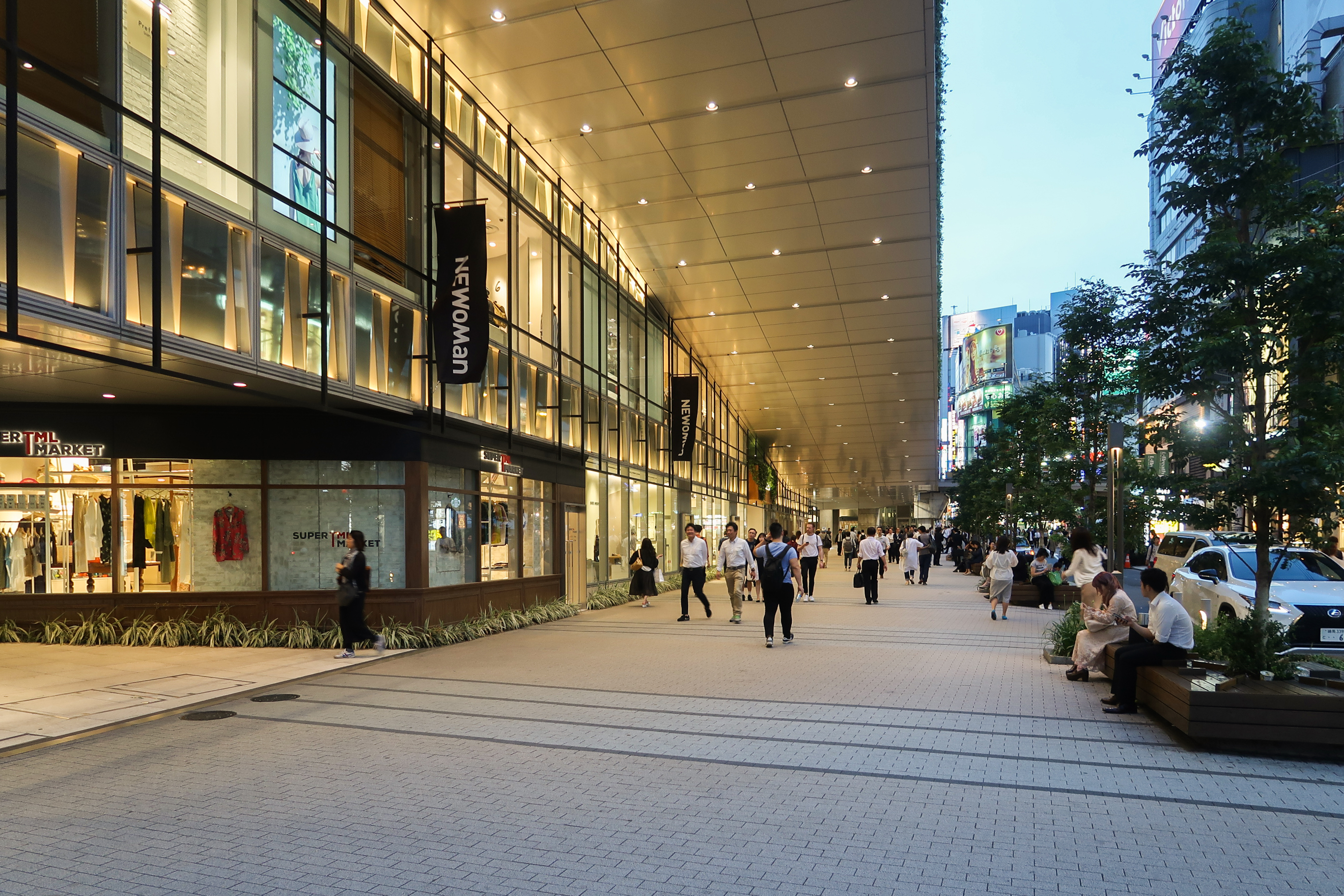
NEWoMan新宿
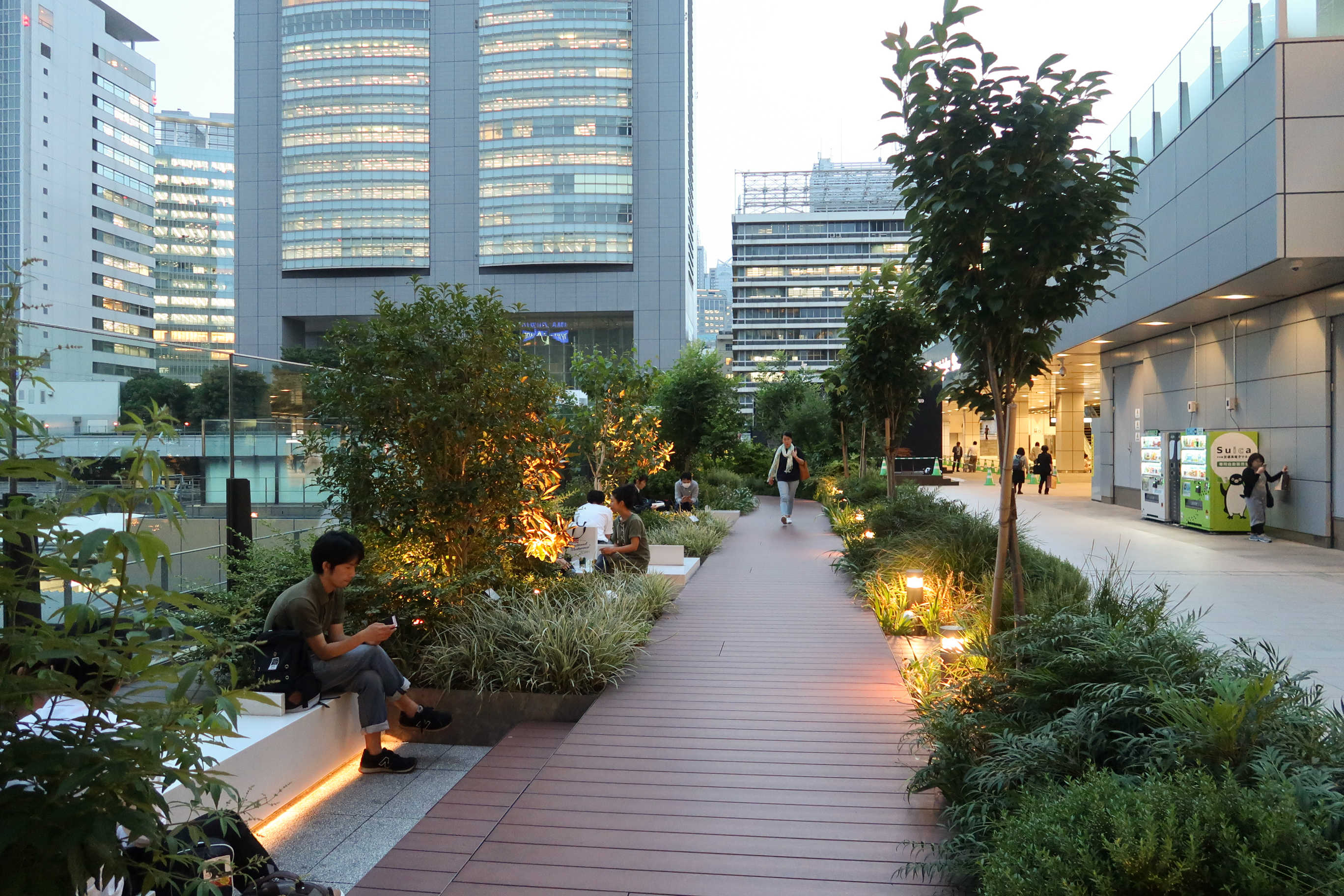
2階Suicaのペンギン広場
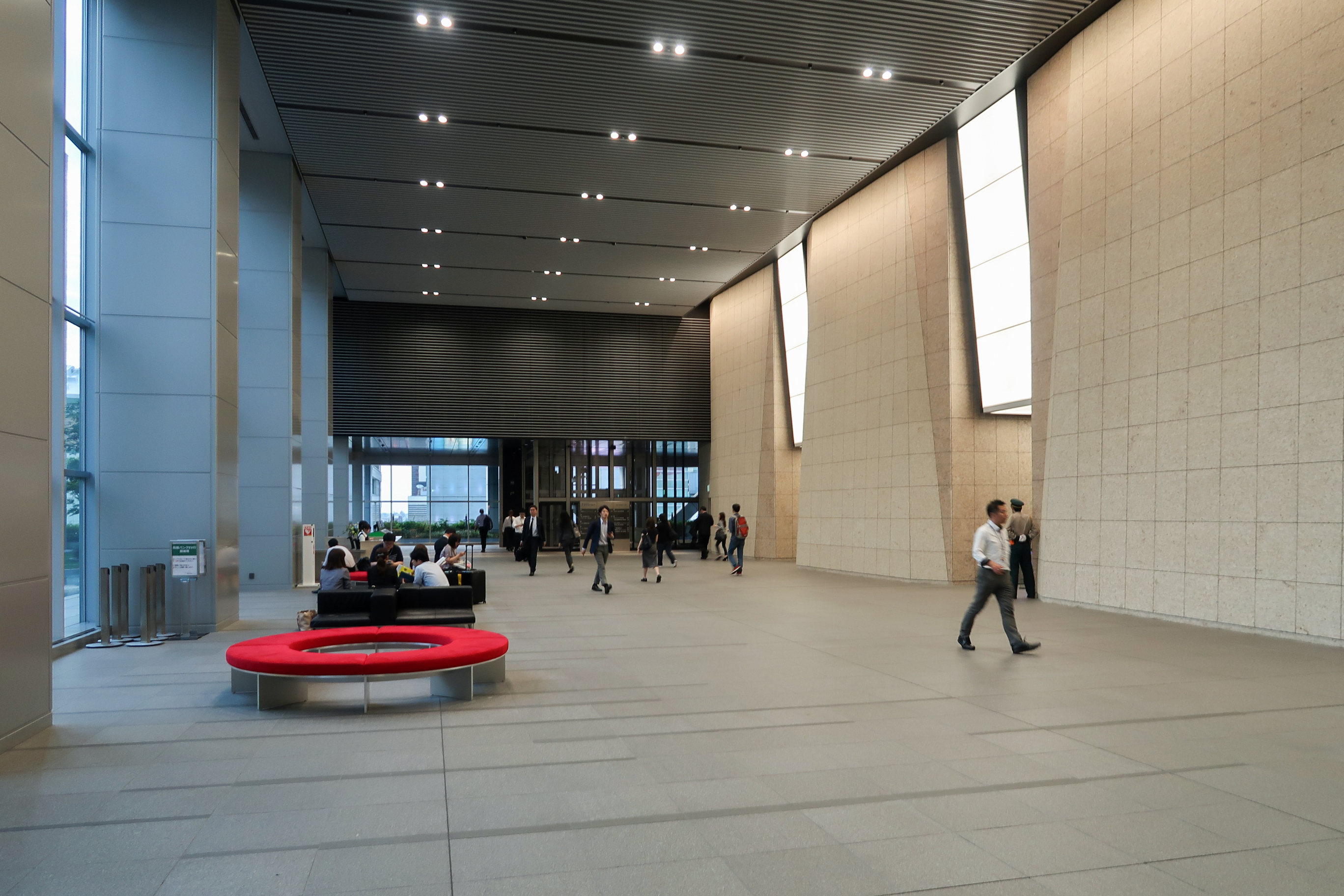
5階オフィスロビー
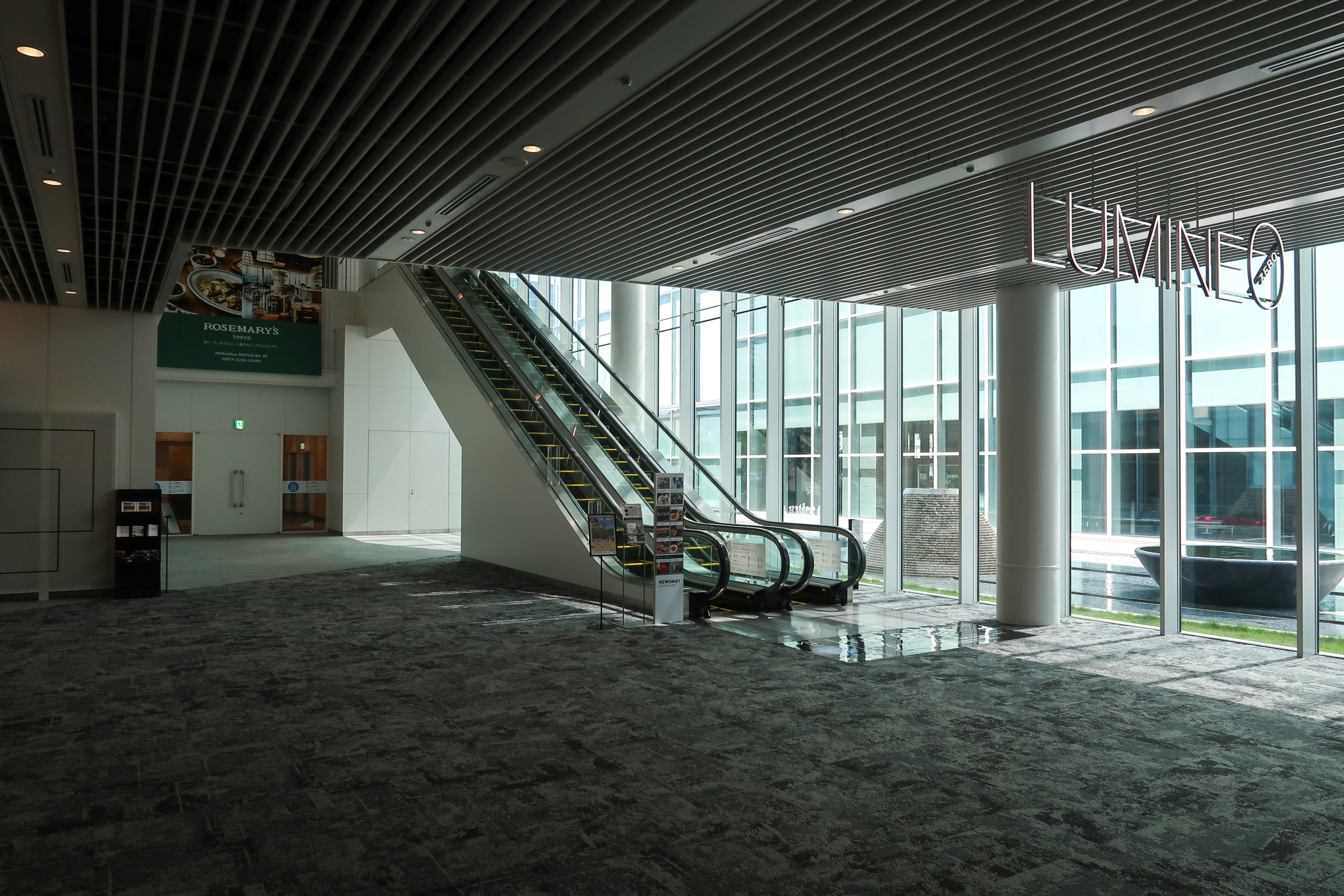
5階のLUMINE 0
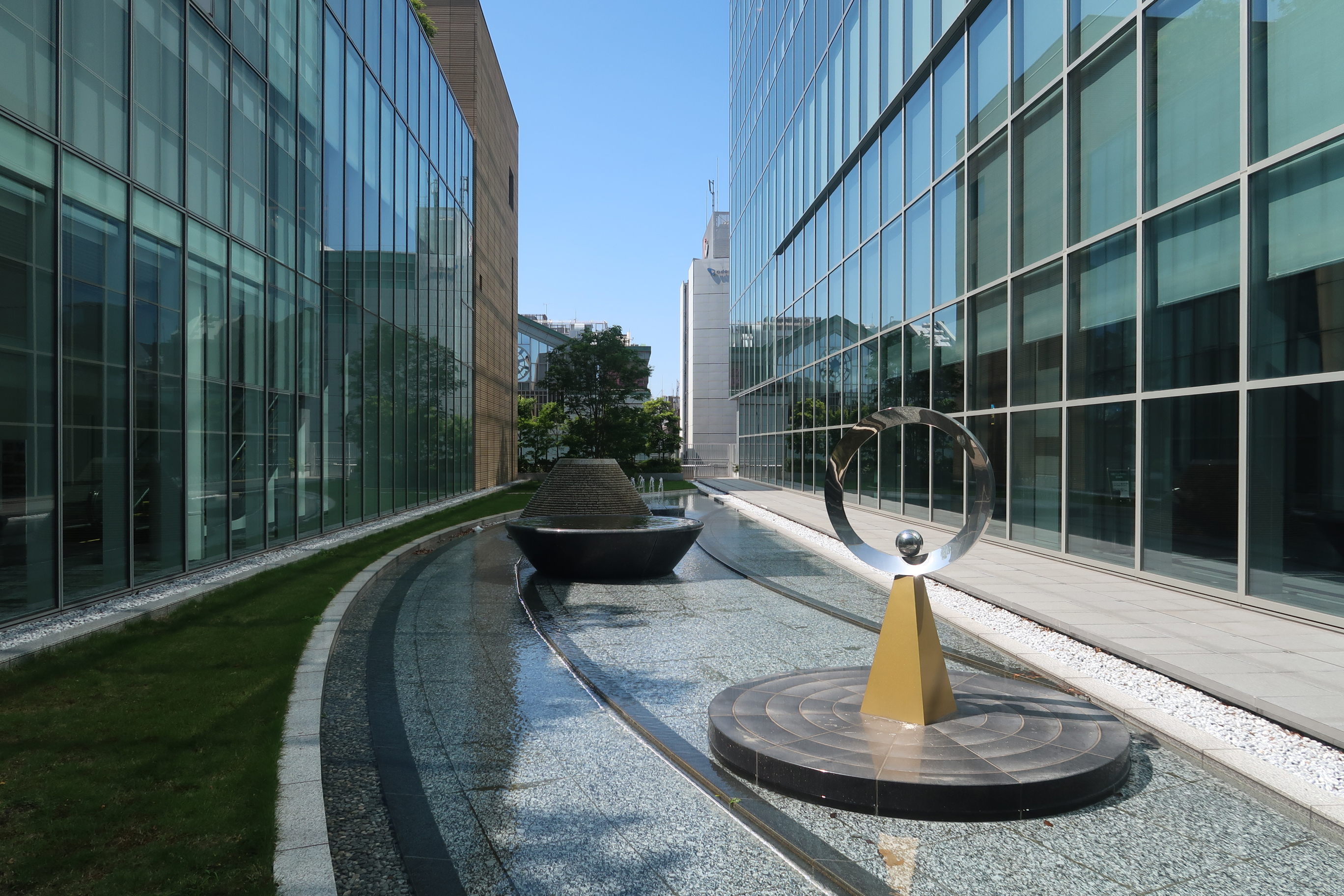
5階水盤の中庭
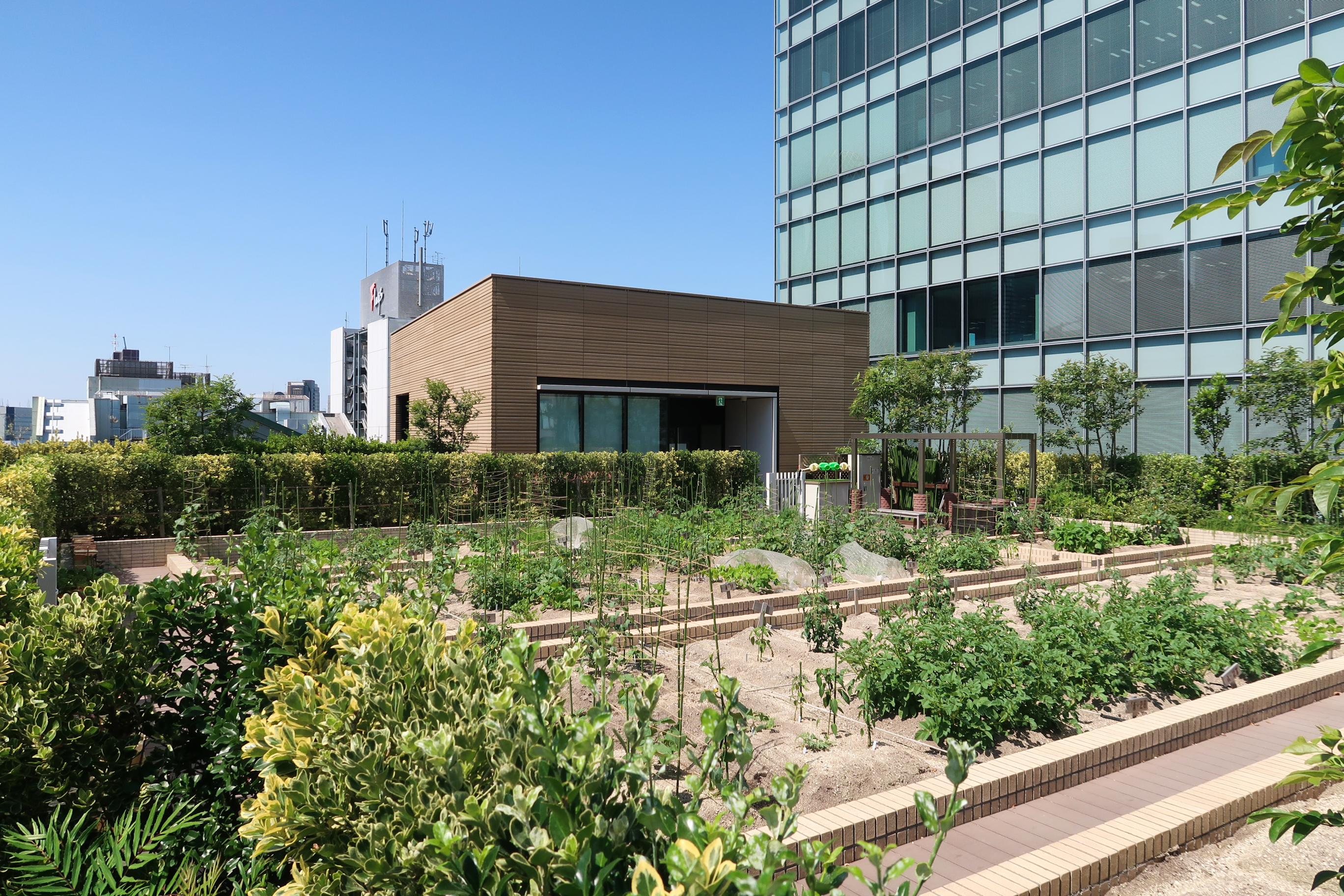
7階 soradofarm ニュウマン

## 沿革
- 1925年（大正14年） - 新宿駅に跨線橋を設置。
- 1990年（平成2年） - 駅跨線橋の老朽化にともなう、架け替え計画浮上。
- 2000年（平成12年）頃 - 跨駅線橋架け替え工事着手。
- 2006年（平成18年）2月4日 - 敷地全体工事着手。
- 2013年（平成25年）9月 - 建築本体工事着手。
- 2016年（平成28年）
  - 3月7日 - 竣工[13]。
  - 3月下旬 - 跨線橋架け替え工事完了 。
  - 3月25日 - 「NEWoMan新宿」第1期開業[14]。
  - 4月4日 - 交通ターミナル「バスタ新宿」開業[15]。
  - 4月15日 - NEWoMan第2期開業し、全面オープン[16]。
  - 4月末 - 文化施設、建築工事完了。

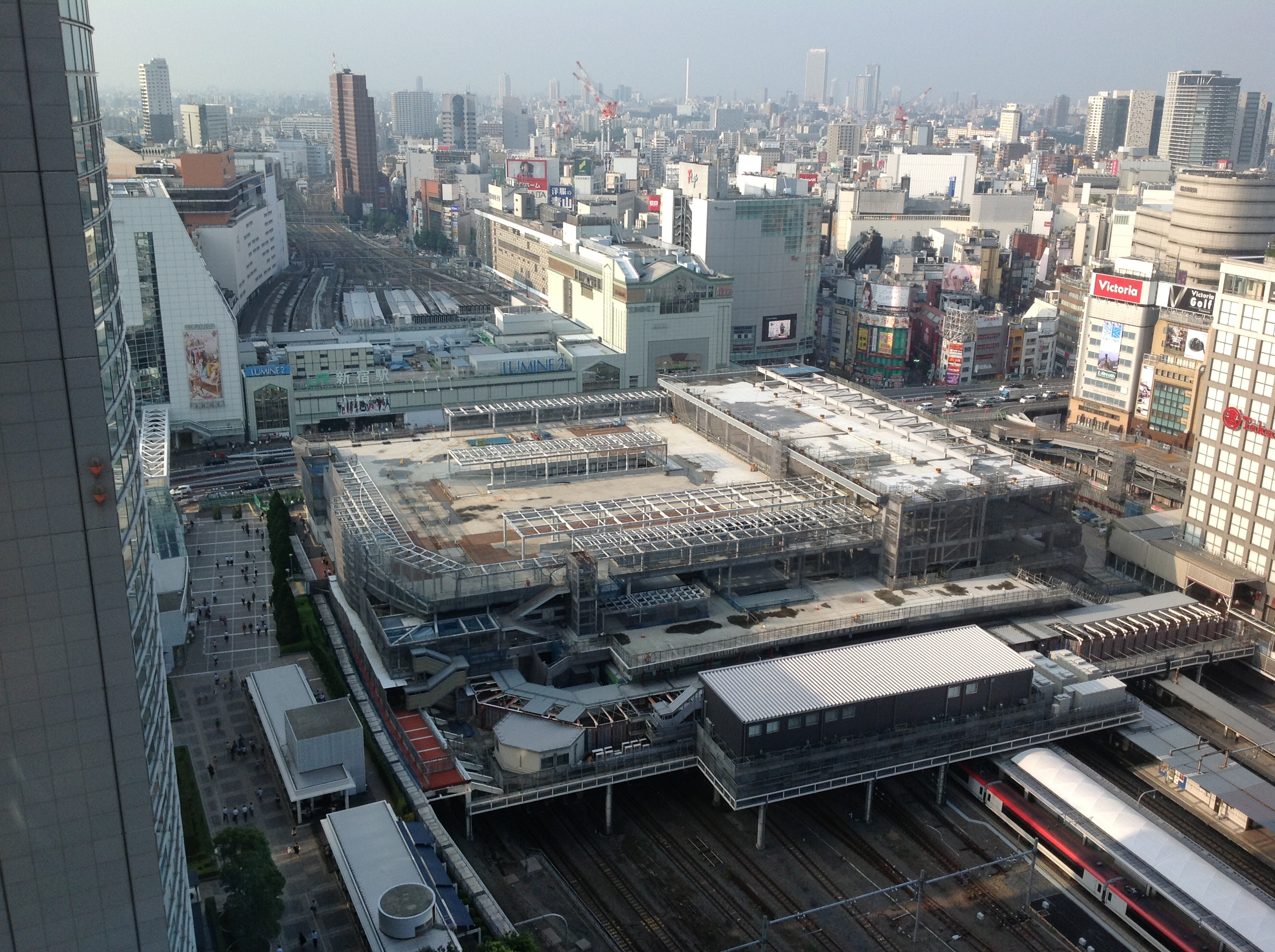
建設中のバスタ新宿（2013年8月）
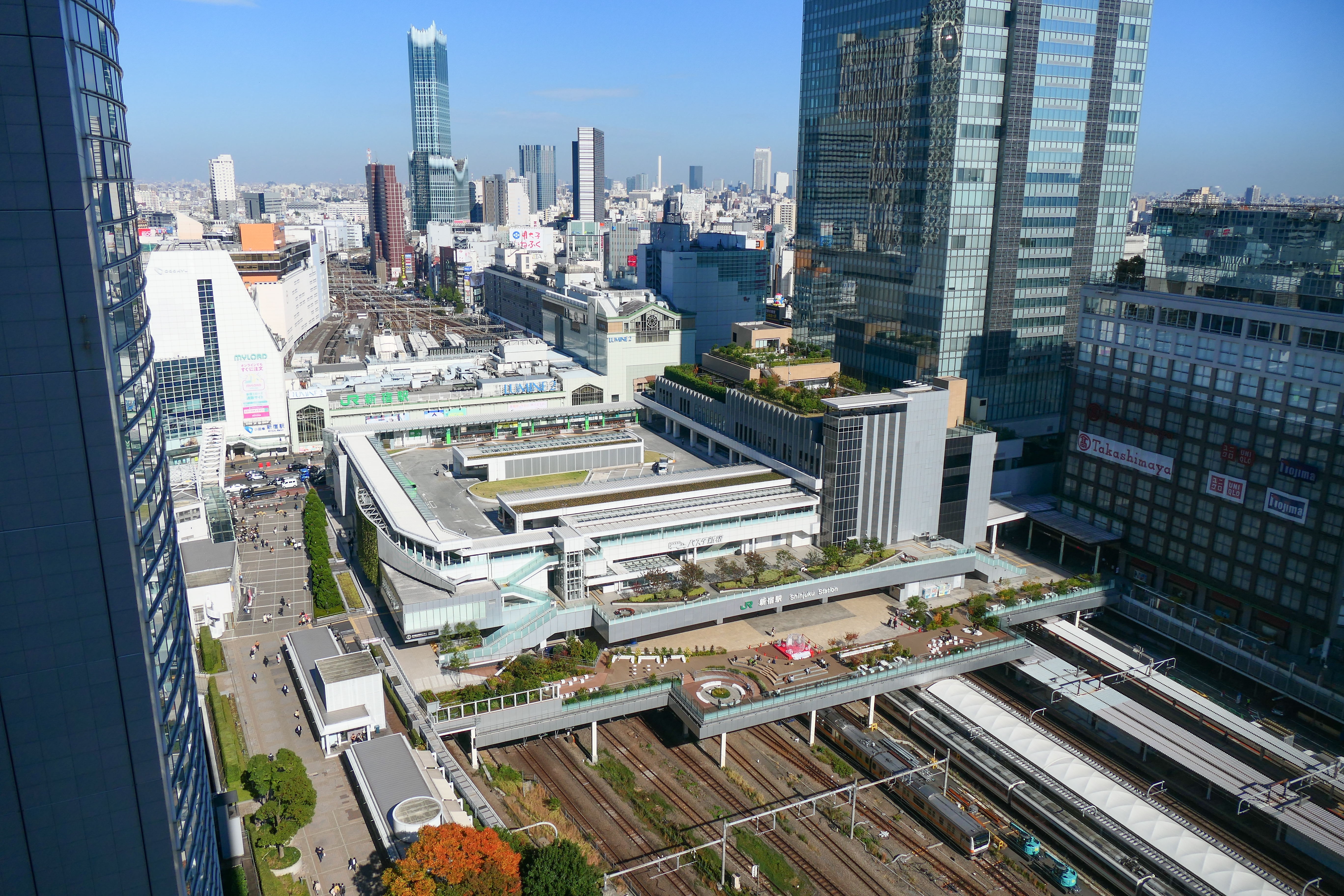
完成後のバスタ新宿（2022年11月）

## アクセス
- JR山手線、中央本線、埼京線、湘南新宿ライン - 新宿駅（新南改札・甲州街道改札・ミライナタワー改札）と直結[17]
- 京王電鉄京王新線、都営地下鉄新宿線、都営地下鉄大江戸線 - 新宿駅より徒歩5分[17]
- 東京メトロ副都心線 - 新宿三丁目駅より徒歩3分[17]